# Кампаспа
Кампаспа (на старогръцки: Καμπάσπη; на латински: Campaspe, Pancaspen, Pacate) е хетера на Александър Македонски от Лариса, муза за художника Апелес. 
Клавдий Елиан предава за слуха, че Кампаспа е първата жена съблазнила Александър Велики. 